# Le Journal du Dimanche
Le Journal du Dimanche (francès: el diari del diumenge) és un setmanari francès que es publica cada diumenge a França.

## Història
Le Journal du Dimanche va ser creat per Pierre Lazareff el 1948. Ell era editor de France Soir en aquell temps.
El setmanari pertany al Grup Lagardère a través de Hachette Filipacchi Médias. L'empresa és també l'editora del diari publicat a París cada diumenge.
Le Journal du Dimanche va ser publicat en format broadsheet fins que el 1999 va començar per ser publicat en format Berliner. El 6 de març de 2011 el paper va tornar a canviar de disseny i es va començar a publicar en format tabloide gran.
En el període de 2001-2002 Le Journal du Dimanche va tenir una circulació de 275.000 còpies. El 2009 la difusió era de 269.000 còpies. Entre gener i desembre 2010 la versió en paper va tenir una difusió de 257.280 còpies.

## Membres destacats
- Alain Genestar
- Jean-Claude Maurice entre 1999 i desembre 2005.
- Jacques Espérandieu (ex-Le Parisien) entre desembre 2005 i maig 2008.
- Cristià de Villeneuve entre maig 2008 i febrer 2010
- Olivier Jay entre març 2010 i desembre 2011
- Jerôme Bellay (2012-avui)